# Skogsbergia squamosa
Skogsbergia squamosa is een mosselkreeftjessoort uit de familie van de Cypridinidae. De wetenschappelijke naam van de soort is voor het eerst geldig gepubliceerd in 1894 door G.W. Mueller.